# مایک ملویل
مایک ملویل (به انگلیسی: Mike Melvill) فضانورد اهل کشور آفریقای جنوبی است که در ۱۱ نوامبر ۱۹۴۰ میلادی در ژوهانسبورگ زاده شد. وی در مأموریت پرواز ۱۶پی فضاپیمای یک، پرواز ۱۷پی فضاپیمای یک حضور داشته است.